# عبدالله با (بازیکن فوتبال)
عبدالله با (انگلیسی: Abdoulaye Ba؛ زادهٔ ۱ ژانویهٔ ۱۹۹۱) بازیکن فوتبال اهل سنگال است که در باشگاه صباح آذربایجان در پست مدافع میانی بازی می‌کند.
وی همچنین در تیم‌های ملی فوتبال زیر ۲۳ سال و سنگال بازی کرده‌است.